# 1650 Heckmann
1650 Heckmann (1937 TG) là một tiểu hành tinh vành đai chính được phát hiện ngày 11 tháng 10 năm 1937 bởi Reinmuth, K. ở Heidelberg.
Nó được đặt theo tên nhà thiên văn học Otto Heckmann (1901–1983).